# 小菅晴香
小菅 晴香（こすげ はるか、1990年2月20日 - ）は、セント・フォースに所属するフリーアナウンサー。

## 来歴

### 略歴
神奈川県藤沢市出身。身長154cm。
慶應義塾女子高等学校、慶應義塾大学経済学部卒業。大学在学中はテレビ朝日アスクに通っていた。2012年4月に北海道文化放送へ入社。
2013年10月からアナウンサーと報道記者を兼務。2016年3月に北海道文化放送を退社。退社後はセント・フォースに所属し、フリーアナウンサーとして活動を続けている。

### 人物
高校時代はアーチェリー部に所属。北海道文化放送で局アナをしていたときには、女子アナ5人でカーリングチームを組んでいた。また、最近はゴルフのレッスンを受けるなどスポーツを好む。ドラマ鑑賞・映画鑑賞が趣味。食べ物ではお粥が唯一苦手であったが、韓国旅行を経て苦手でなくなった。2019年2月10日、ニュース時事能力検定2級合格。

## 過去の担当番組
- Oha!4 NEWS LIVE （2016年4月4日 - 2021年3月26日、日テレNEWS24・日本テレビ系列）[9][20] - メインキャスター（月-水）、ニュースキャスター（木,金）[21]
- 柴田阿弥の金曜The NIGHT（2016年10月15日[22] - 2018年12月29日[23]、AbemaTV） - 第2週アシスタントMC